# Романтичната англичанка
„Романтичната англичанка“ (на английски: The Romantic Englishwoman) е британски драматичен филм от 1975 година на режисьора Джоузеф Лоузи с участието на Майкъл Кейн, Хелмут Бергер и Гленда Джаксън.

## Сюжет
Елизабет e отегчена съпруга на успешен писател в Англия. Tя го оставя него и дете им и отива в германския град Баден-Баден. Там среща Томас, който твърди, че е поет, но е дребен крадец, престъпник, куриер на наркотици и жиголо. Макар че двамата са привлечени за кратко, тя се връща у дома. Той, преследван от гангстери за наркотична пратка, която е загубил, я следва в Англия. Луис става много подозрително към съпругата си и кани младежа у дома си и допълнително да му стане секретар. Елизабет първоначално възмутена от присъствието на красивия непознат, една вечер започва афера с него и двамата избягват без пари на юг във Франция. Луис ги следва, а на свой ред го преследват гангстерите, които търсят Томас. Накрая гангстерите залавят Томас и вероятно го отвеждат за екзекуция, докато Луис прибира Елизабет у дома.

## В ролите
| Изпълнител      | Роля             |
| --------------- | ---------------- |
| Майкъл Кейн     | Луис Филдинг     |
| Гленда Джаксън  | Елизабет Филдинг |
| Хелмут Бергер   | Томас            |
| Майкъл Лонсдейл | Свон             |
| Беатрис Роман   | Катрин           |
| Кейт Нелиган    | Изабел           |
| Натали Делон    | Миранда          |